# Национална здравноосигурителна каса
Националната здравноосигурителна каса (съкратено НЗОК) e юридическо лице със седалище София и с предмет на дейност — осъществяване на задължителното здравно осигуряване. Дейността ѝ е регламентирана със Закона за здравното осигуряване.
НЗОК работи с над 400 болници, от които 88 са частни, а останалите — държавни и общински. 

## Структура
Националната здравноосигурителна каса се състои от:
- Централно управление със седалище в София,
- районни здравноосигурителни каси (РЗОК) в 28-те областни центрове и
- поделения на районните здравноосигурителни каси.

Седалищата на районните здравноосигурителни каси се определят съгласно списък, приет от Министерския съвет, а седалищата на техните поделения се определят със заповед на директора на НЗОК.

## Управление
Органи на управление на НЗОК са събранието на представителите, управителният съвет, контролният съвет и директорът.

### Събрание на представителите
Събранието на представителите се състои от общо 37 представители на осигурените, работодателите, общините и държавата.
В квотата на осигурените се включват 6 представители на представителните организации на работниците и служителите и 1 представител на представителните организации за защита правата на пациентите, които се избират от самите тях. Представителите на работодателите в събранието са 6 и се избират от представителните организации на работодателите. Представителите на общините са 6 и се избират от Националното сдружение на общините. Представителите на държавата са 18 и се определят от Министерския съвет, като 1 от тях задължително е изпълнителният директор на Националната агенция за приходите.
Мандатът на събранието на представителите е 3 години То приема, допълва и изменя Правилника за устройството и дейността на НЗОК, одобрява проекта на закон за годишния бюджет на НЗОК, избира и освобождава членовете на управителния и контролния съвет и др.

### Надзорен съвет
Надзорният съвет се избира за срок 5 години и се състои от 9 члена, които избират помежду си председател. Той провежда редовни заседания най-малко веднъж месечно.
Функции:
- изготвя проект за годишния бюджет на НЗОК и го внася в събранието на представителите за одобряване,
- съвместно с директора на НЗОК подписва национален рамков договор (НРД) и др.

### Контролен съвет
Контролният съвет се избира за срок 3 години и се състои от 5 члена, които не могат да бъдат избирани за повече от 2 мандата. Членовете избират помежду си председател. Провежда редовни заседания най-малко веднъж на 3 мес. Решенията му се вземат при наличие на кворум от 4 от членовете му, с явно гласуване и мнозинство най-малко половината плюс един от присъстващите.
Упражнява общ контрол върху дейността на управителния съвет, директора на НЗОК и директорите на РЗОК.

### Управител
Управителят представлява НЗОК в страната и в чужбина, организира и ръководи оперативно дейността на НЗОК, организира провеждането на конкурси за директори на РЗОК, сключва, изменя и прекратява трудовите договори със заместник-директорите на НЗОК, директорите на РЗОК и работещите в централното управление на НЗОК, предлага на управителния съвет проект на закон за годишния бюджет на НЗОК и др.
Управителят на НЗОК се избира от Народното събрание на Република България с мандат от 5 години.
При осъществяване на своите правомощия управителят на НЗОК се подпомага от подуправител.
Настоящият управител на НЗОК е доц. д-р Петко Стефановски.